# Armadna skupina
Armadna skupina (angleško Army group; nemško Armee Gruppe) je nestalna vojaška formacija, ki zaradi svoje velikosti izvaja strateško bojevanje. V vojaški terminologiji bivše ZSSR so za izraz armadna skupina v grobem uporabljali izraz fronta (группа армий, фронт, округ).
Armadna skupina je sestavljena iz 2-4 armad in ji poveljuje najvišji prisotni general; ima nad 100.000 vojakov. Lahko jo sestavljajo armade različnih držav; to je pogosto predvsem, ko je prisotno veliko zavezniških vojaških formacij, ki jih združijo pod enotno poveljstvo.
V slovenski vojaški zgodovini nimamo nobene slovenske armadne skupine.